# Albert Bitter
Albert Bitter (Melle, 15 agosto 1848 – Melle, 19 dicembre 1926) è stato un arcivescovo cattolico tedesco.

## Biografia

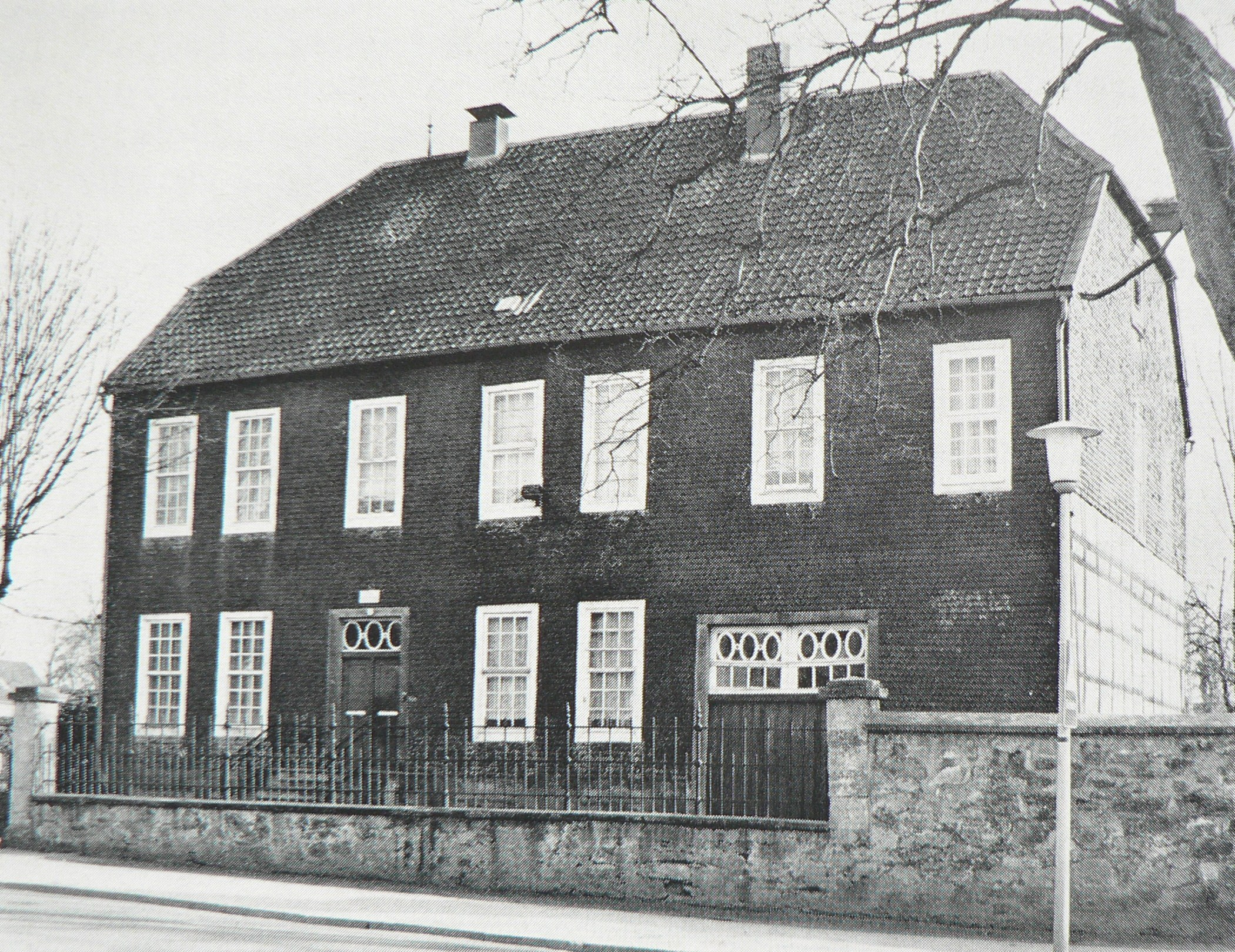
La vecchia casa dei Bitter a Melle.

Monsignor Albert Bitter nacque a Melle, in Bassa Sassonia, il 15 agosto 1848 ed era il figlio del medico Johann Heinrich Bitter e di sua moglie. Suo padre era l'ufficiale medico locale e nel 1876 venne premiato con la cittadinanza onoraria di Melle per i suoi servizi al sistema sanitario.

### Formazione e ministero sacerdotale
Frequentò la scuola elementare cattolica di Melle e il liceo "Carolinum" di Osnabrück. Studiò teologia a Münster e Würzburg. Come studente fece parte delle associazioni studentesche cattoliche KStV Germania Münster e KStV Walhalla Würzburg.
Il 24 settembre 1874 fu ordinato presbitero per la diocesi di Osnabrück nella cattedrale diocesana da monsignor Johann Heinrich Beckmann. Poco dopo venne inviato in Svezia. Fu cappellano a Stoccolma per un anno e poi rettore della stazione missionaria cattolica di Göteborg per dieci anni. Nel 1885 fu parroco di Ludwigslust, nel Meclemburgo, per otto mesi.
Il 27 luglio 1886 papa Leone XIII lo nominò vicario apostolico di Svezia senza dignità episcopale.

### Ministero episcopale

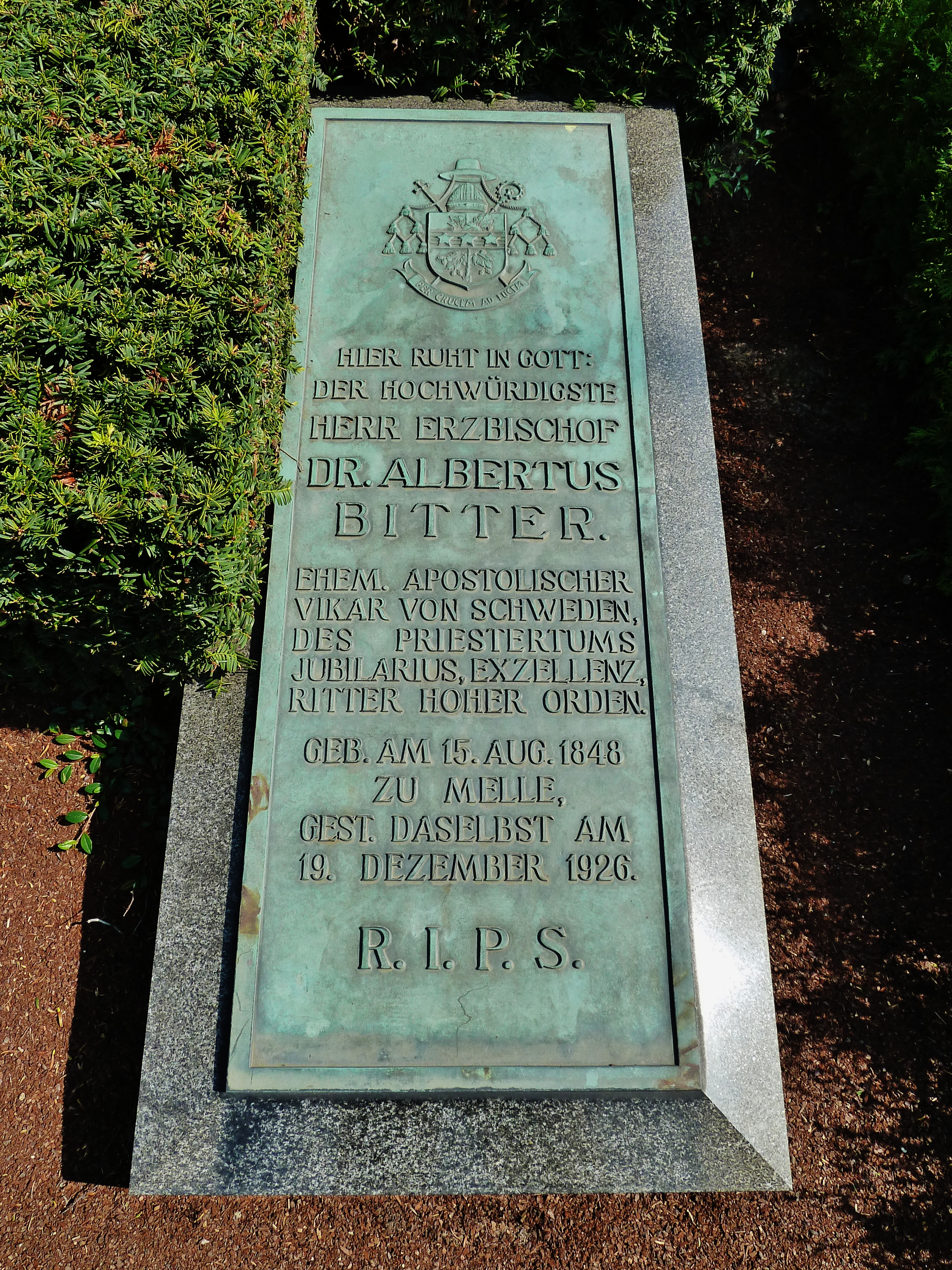
Tomba di monsignor Albert Bitter nel cimitero di Melle.

Il 23 maggio 1893 papa Leone XIII lo nominò vescovo titolare di Doliche. Ricevette l'ordinazione episcopale il 24 settembre successivo dal vescovo di Osnabrück Johann Bernard Höting, coconsacranti il vescovo di Münster Hermann Jakob Dingelstad e il vicario apostolico di Danimarca Johannes Von Euch.
All'epoca di monsignor Bitter il numero di cattolici salì da 1100 a quasi 4000, sparsi nel regno. Per questo egli viaggiava molto. Durante il episcopato edificò la cattedrale cattolica di Stoccolma che dedicò a Sant'Erik. Durante la prima guerra mondiale, quando in Germania i bambini morivano di fame, fornì soggiorni ricreativi a diverse migliaia di essi in Svezia. Organizzò anche lo scambio di prigionieri di guerra tedeschi e austriaci.
Il 25 marzo 1903 cresimò la futura santa Maria Elisabeth Hesselblad (1870-1957).
Il 9 ottobre 1922 papa Pio XI accettò la sua rinuncia al governo pastorale del vicariato per motivi di salute e lo nominò arcivescovo titolare di Soltania. Da tempo soffriva infatti di gotta.
Tornò nella sua città natale di Melle dove prese residenza nella casa dei suoi genitori in Grönenberger Strasse. Nel 1924 festeggiò il suo giubileo sacerdotale d'oro con due celebrazioni: la prima ebbe luogo il 19 settembre a Stoccolma mentre la seconda il 9 ottobre nella chiesa di San Matteo a Melle. In quell'occasione il vescovo di Osnabrück Wilhelm Berning tenne il sermone festivo.
Morì nella casa dei suoi genitori a Melle il 19 dicembre 1926 all'età di 78 anni. Il 23 dicembre fu sepolto nel cimitero cittadino.
Nel Grönegaumuseum, il museo del club cittadino, sono custoditi il suo anello episcopale e una serie di medaglie e premi da lui ricevuti, tra cui la Croce pro Ecclesia et Pontifice e la croce del Sovrano militare ordine di Malta.
La tenuta di famiglia, la Bittersche Haus in Grönenberger Straße a Melle fu demolita negli anni '70. Sulla proprietà oggi vi è un grande complesso residenziale. Una via lungo tale complesso è intitolata a monsignor Bitter. I discendenti della famiglia continuano a vivere localmente. Un nipote deteneva l'ufficio di cantore a Wellingholzhausen e un altro nipote fondò la scuola di musica di Melle.

## Genealogia episcopale
La genealogia episcopale è:
- Cardinale Scipione Rebiba
- Cardinale Giulio Antonio Santori
- Cardinale Girolamo Bernerio, O.P.
- Arcivescovo Galeazzo Sanvitale
- Cardinale Ludovico Ludovisi
- Cardinale Luigi Caetani
- Cardinale Ulderico Carpegna
- Cardinale Paluzzo Paluzzi Altieri degli Albertoni
- Papa Benedetto XIII
- Papa Benedetto XIV
- Papa Clemente XIII
- Cardinale Giovanni Carlo Boschi
- Cardinale Bartolomeo Pacca
- Cardinale Francesco Serra Cassano
- Arcivescovo Joseph Maria Johann Nepomuk von Fraunberg
- Cardinale Johannes von Geissel
- Vescovo Eduard Jakob Wedekin
- Cardinale Paul Ludolf Melchers, S.I.
- Vescovo Johannes Heinrich Beckmann
- Vescovo Daniel Wilhelm Sommerwerk (Jacobi)
- Vescovo Johann Bernard Höting
- Arcivescovo Albert Bitter